# アントニオ・カルバハル
アントニオ・フェニックス・カルバハル・ロドリゲス（Antonio Felix Carbajal Rodríguez、1929年6月7日 - 2023年5月9日）は、メキシコ・メキシコシティ出身の元サッカー選手。ポジションはゴールキーパー。ニックネームの“La Tota”とは、アントニオの省略であり、子供の頃に名付けられた。

## 来歴
1950年ブラジル大会から1966年イングランド大会まで、史上初のワールドカップ5大会連続出場を果たしたことで知られる。（のちにドイツのMF/DFローター・マテウス(1982-1998)、イタリアのGKジャンルイジ・ブッフォン(1998-2014)、メキシコのDFラファエル・マルケス(2002-2018)、ポルトガルのFWクリスティアーノ・ロナウド(2006-2022)、アルゼンチンのFWリオネル・メッシ(2006-2022)、メキシコのGKギジェルモ・オチョア(2006-2022)も達成。現在のところ5大会連続出場登録はこの7人。）
1948年のロンドンオリンピックで活躍し、同年12月にメキシコ1部リーグのレアル・クルブ・エスパーニャでプロデビュー。2シーズンプレーした後、レオンに移籍。
ワールドカップでは通算11試合に出場。勝利したのは1962年チリ大会のチェコスロバキア戦だけだった。（この試合はチェコスロバキアのバクラフ・マシェクに当時ワールドカップ最短時間ゴール記録となる開始15秒で先制を許したが、その後逆転。メキシコの記念すべきワールドカップ初勝利試合となった。また試合が行われた6月7日はカルバハルの誕生日だった。）なお、ワールドカップ通算25失点は歴代最多タイ記録である（2002年にサウジアラビアのモハメド・アル＝デアイエがタイ記録を達成）。
37歳で現役引退後はレオン、Unión de Curtidores、Atletas Campesinos、モナルカス・モレリアなどのクラブの監督や、メキシコ代表のゴールキーパーコーチを務めた。
2023年5月9日、死去。93歳没。1950年ブラジル大会出場選手最後の存命者だった。

## ワールドカップでの成績
- 1950年ブラジル大会
  - ● 0-4 ブラジル
  - ● 1-4 ユーゴスラビア
  - ● 1-2 スイス

- 1954年スイス大会
  - ● 2-3 フランス

- 1958スウェーデン大会
  - ● 0-3 スウェーデン
  - △ 1-1 ウェールズ
  - ● 0-4 ハンガリー

- 1962年チリ大会
  - ● 0-2 ブラジル
  - ● 0-1 スペイン
  - ○ 3-1 チェコスロバキア

- 1966年イングランド大会
  - △ 0-0 ウルグアイ